# Ekinyang
Ekinyang är en ö i Kenya.   Den ligger i länet Marsabit, i den centrala delen av landet, 400 km norr om huvudstaden Nairobi.